# 王及善
王及善（618年—699年），洺州邯鄲（今河北邯郸）人。武则天时文昌左相（宰相）。他擔任内史时，人稱为“鸠集凤池”。唐高宗時，累官至禮部尚書。他規定官员不准骑驴上班，又派人终日驱逐，人稱“驱驴宰相”。

## 生平
其父王君愕於隋末率義軍投唐，拜大將軍，贞观十九年（645年）唐太宗征讨高句丽时戰死辽东。王及善以父蔭授朝散大夫，襲爵邢国公。曾担任皇太子李弘的东宫左奉裕率。后除右千牛卫将军，侍卫高宗左右。生病去职后又召为卫尉卿。
武则天垂拱中，任司属卿。山东发生饥荒，王及善被派为巡抚赈给使。拜春官尚书。出为秦州都督、益州长史，加光禄大夫，以老病致仕。
神功元年（697年），契丹袭扰山东，武则天任命病中的王及善为魏州刺史，在问对中发现王及善的治政才能，被留下拜为内史。酷吏来俊臣下狱，被判为死刑，武则天想要赦免他，被王及善劝住。他参与谋划召回庐陵王李显为太子，李显被重新立为太子后，他又请求外任为官，以安群臣。
他依仗年老重臣，数次在张易之、张昌宗兄弟俩的宴会上落他们的面子，武则天很不高兴，让他不要再来参加宴会。他身体多病，圣历二年（699年）八月与豆卢钦望同被任命为文昌左、右相、同凤阁鸾台三品（宰相）。两个月后因病去世，年八十二，赠益州大都督，谥曰贞，陪葬乾陵。

## 延伸阅读
[在维基数据编辑]
 《舊唐書/卷90》，出自刘昫《舊唐書》
 《新唐書/卷116》，出自《新唐書》